# Jose-Alfonso López
Jose-Alfonso López Lemus (* 22. Juni 1942 in Bogotá) ist ein ehemaliger kolumbianischer Radrennfahrer.

## Sportliche Laufbahn
López war im Straßenradsport aktiv. Von 1985 bis 1987 war er Berufsfahrer. Er gehörte der ersten kolumbianischen Mannschaft an, die bei der Tour de France startete. Unter dem Namen „Colombia-Varta“ fuhr die kolumbianische Nationalmannschaft der Amateure mit einer Sondergenehmigung der Union Cycliste Internationale (UCI) die Tour de France 1983. 
In der Tour de l’Avenir 1982 gewann er eine Etappe und wurde 19. im Endklassement. Weitere Etappensiege holte er in der Vuelta a Costa Rica 1976 und in der Vuelta a Cundinamarca 1977.
López bestritt alle Grand Tours. In der Tour de France 1983 wurde er 64., 1984 65. 1986 war er ausgeschieden. In der Vuelta a España 1985 und im Giro d’Italia 1986 kam er nicht ins Ziel.